# Championnat d'Europe de patinage artistique 1929
Navigation
Édition précédente Édition suivante
Le championnat d'Europe de patinage artistique 1929 a lieu à la patinoire extérieure de Davos en Suisse.
C'est le dernier championnat européen où seule la catégorie individuelle masculine est organisée.

## Podium
| Épreuves                      | Or           | Argent           | Bronze       |
| ----------------------------- | ------------ | ---------------- | ------------ |
| Messieurs résultats détaillés | Karl Schäfer | Georges Gautschi | Ludwig Wrede |

## Tableau des médailles
| Rang  | Nation   | Or | Argent | Bronze | Total |
| ----- | -------- | -- | ------ | ------ | ----- |
| 1     | Autriche | 1  | 0      | 1      | 2     |
| 2     | Suisse   | 0  | 1      | 0      | 1     |
| Total | Total    | 1  | 1      | 1      | 3     |

## Détails de la compétition Messieurs
| Rang | Nom               | Nation          | Places | Points | Fig. impo. | Prog. libre |
| ---- | ----------------- | --------------- | ------ | ------ | ---------- | ----------- |
| 1    | Karl Schäfer      | Autriche        |        |        |            |             |
| 2    | Georges Gautschi  | Suisse          |        |        |            |             |
| 3    | Ludwig Wrede      | Autriche        |        |        |            |             |
| 4    | Herbert Haertel   | Allemagne       |        |        |            |             |
| 5    | Josef Bernhauser  | Autriche        |        |        |            |             |
| 6    | Paul Franke       | Allemagne       |        |        |            |             |
| 7    | Ernst Baier       | Allemagne       |        |        |            |             |
| 8    | Rudolf Praznowski | Tchécoslovaquie |        |        |            |             |
| 9    | H. Danzig         | Allemagne       |        |        |            |             |
| 10   | Benno Wellmann    | Allemagne       |        |        |            |             |